# Dikrella avicula
Dikrella avicula är en insektsart som beskrevs av Ruppel 1966. Dikrella avicula ingår i släktet Dikrella och familjen dvärgstritar.
Artens utbredningsområde är Colombia. Inga underarter finns listade i Catalogue of Life.